# ۱۷۴۴
۱۷۴۴ (میلادی)، هزار و هفتصد و چهل و چهارمین سال تقویم میلادی است.

## زادگان

### ژانویه
- ۱ ژانویه - هوندا توشی‌آکی، ریاضی‌دان و اقتصاددان اهل ژاپن. (درگذشتهٔ ۱۸۲۱)
- ۱۰ ژانویه - توماس میفلین، بازرگان و سیاستمدار اهل فیلادلفیا. (درگذشتهٔ ۱۸۰۰)
- ۲۱ ژانویه - لورنتس فلورنتس فردریش فون‌کرل، شیمی‌دان اهل آلمان. (درگذشتهٔ ۱۸۱۶)

### فوریه
- ۸ فوریه - کارل تئودور آنتون ماریا فن دالبرگ، کشیش و اسقف اعظم اهل آلمان. (درگذشتهٔ ۱۸۱۷)
- ۱۳ فوریه - جان واکر، سیاستمدار اهل ایالات متحده آمریکا. (درگذشتهٔ ۱۸۰۹)
- ۲۳ فوریه - مایر امشل روچیلد، بانکدار و نیکوکار اهل آلمان. (درگذشتهٔ ۱۸۱۲)

### مارس
- ۲۰ مارس - یوهان فون اوالد، نظامی اهل آلمان. (درگذشتهٔ ۱۸۱۳)

### مه
- ۱۹ مه - شارلوت مکلنبورگ-شترلیتس، ملکهٔ ایرلند و انگلستان و همسر پادشاه جورج سوم. (درگذشتهٔ ۱۸۱۸)
- ۱۹ مه - کنستانتین فیپس، نظامی اهل انگلستان. (درگذشتهٔ ۱۷۹۲)

### ژوئن
- ۱۱ ژوئن - ارنست پلاتنر، پزشک و فیلسوف اهل آلمان. (درگذشتهٔ ۱۸۱۸)
- ۲۲ ژوئن - یوهان کریستیان پلیکارپ ارکسلبن، حشره‌شناس و دامپزشک اهل آلمان. (درگذشتهٔ ۱۷۷۷)

### ژوئیه
- ۴ ژوئیه - ساموئل گوتلیب گملین، پزشک و گیاه‌شناس اهل آلمان. (درگذشتهٔ ۱۷۷۴)
- ۹ ژوئیه - فرانسوا-گیوم منگیوت، نقاش اهل فرانسه. (درگذشتهٔ ۱۸۱۶)
- ۱۰ ژوئیه - آرون کیتچل، سیاستمدار اهل ایالات متحده آمریکا. (درگذشتهٔ ۱۸۲۰)
- ۱۱ ژوئیه - پیرس باتلر، سیاستمدار اهل ایالات متحده آمریکا. (درگذشتهٔ ۱۸۲۲)
- ۱۷ ژوئیه - البریج جری، سیاستمدار اهل ایالات متحده آمریکا. (درگذشتهٔ ۱۸۱۴)
- ۲۰ ژوئیه - جاشوا کلیتون، سیاستمدار اهل ایالات متحده آمریکا. (درگذشتهٔ ۱۷۹۸)
- ۲۷ ژوئیه - جرارد لیک، نظامی و سیاستمدار اهل ایالات متحده آمریکا. (درگذشتهٔ ۱۸۰۸)

### اوت
- ۱ اوت - ژان بتیست لامارک، زیست‌شناس اهل آلمان. (درگذشتهٔ ۱۸۱۷)
- ۱۶ اوت - پیر مشن، ستاره‌شناس اهل فرانسه. (درگذشتهٔ ۱۸۰۴)
- ۲۵ اوت - یوهان گوتفرید فون هردر، فیلسوف، منتقد و زبان‌شناس اهل آلمان. (درگذشته ۱۸۰۳)

### سپتامبر
- ۸ سپتامبر - جاکومو کوارنگی، نقاش و معمار اهل ایتالیا. (درگذشتهٔ ۱۸۱۷)
- ۱۷ سپتامبر - آلبمارل برتی، نهمین ارل لیندزی، نظامی و سیاستمدار اهل پادشاهی متحد بریتانیای کبیر و ایرلند. (درگذشتهٔ ۱۸۱۸)
- ۲۲ سپتامبر - جان توماس دی برگ، نظامی اهل پادشاهی متحد بریتانیای کبیر و ایرلند. (درگذشتهٔ ۱۸۰۸)
- ۲۵ سپتامبر - فریدریش ویلهلم دوم، پادشاه پروس از ۱۷۸۶ تا ۱۷۹۷. (درگذشتهٔ ۱۷۹۷)

### اکتبر
- ۶ اکتبر - جیمز مک‌گیل، بازرگان و سیاستمدار اهل اسکاتلند. (درگذشتهٔ ۱۸۱۳)

### نوامبر
- ۲۲ نوامبر - ابیگیل آدامز، همسر جان آدامز، دومین رئیس جمهور ایالات متحده آمریکا و مادر جان کویینسی آدامز، ششمین رئیس جمهور ایالات متحده آمریکا. (درگذشتهٔ ۱۸۱۸)

### دسامبر
- ۳۱ دسامبر - ادوارد هند، پزشک و سیاستمدار اهل ایرلند. (درگذشتهٔ ۱۸۰۲)

## درگذشتگان

### ژانویه
- ۲۲ ژانویه - پیر لپوتر، مجسمه‌ساز اهل فرانسه. (زادهٔ ۱۶۵۹)
- ۲۳ ژانویه - جامباتیستا ویکو، فیلسوف و تاریخ‌نگار اهل ایتالیا. (زادهٔ ۱۶۶۸)

### فوریه
- ۲۹ فوریه - جان تیافیلیس دزاگولیه، مهندس و فیلسوف اهل انگلستان. (زادهٔ ۱۶۸۳)

### مارس
- ۳۱ مارس - آنتیوخ کانتیمیر، سیاستمدار اهل روسیه. (زادهٔ ۱۷۰۸)

### آوریل
- ۲۵ آوریل - آندرش سلسیوس، ریاضی‌دان اهل سوئد. (زادهٔ ۱۷۰۱)

### مه
- ۳۰ مه - الکساندر پوپ، شاعر و نویسندهٔ اهل بریتانیا. (زادهٔ ۱۶۸۸)

### اکتبر
- ۱۰ اکتبر - یوهان هاینریش شولتسه، دانشمند اهل آلمان. (زادهٔ ۱۶۸۷)
- ۱۷ اکتبر - جوزپه گوارنری، سازندهٔ ساز اهل ایتالیا. (زادهٔ ۱۶۹۸)
- ۱۸ اکتبر - سارا چرچیل، دوشس مارلبرو، نویسندهٔ اهل بریتانیا. (زادهٔ ۱۶۶۰)